# Aristolochia gorgona
Aristolochia gorgona är en piprankeväxtart som beskrevs av Mario Alberto Blanco. Aristolochia gorgona ingår i släktet piprankor, och familjen piprankeväxter. Inga underarter finns listade i Catalogue of Life.